# Junta Departamental
La Junta Departamental es el órgano legislativo del gobierno de los departamentos o divisiones administrativas de la República Oriental del Uruguay, mientras que en Paraguay es un órgano parlamentario regional colegiado, deliberante,normativo y de control del Gobierno Departamental creado por la Constitución de 1992 y regulado por la Ley 426/94 según cada Departamento tiene un mínimo de 7 y un máximo de 21 miembros titulares y suplentes elegidos directamente por el pueblo. 
Erróneamente se los cita como concejal que no les corresponde por ser una nomenclatura propia de la Junta Municipal de Distrito. No es un órgano legislativo y en la práctica política uruguaya tiene nula incidencia en la vida pública, por cuanto que el Gobernador es el cargo que más resalta. De acuerdo a la Constitución, este órgano está ubicado en la capital de cada departamento.

## Integración
Las juntas departamentales estarán integradas por 31 miembros llamados ediles, elegidos por sufragio universal en las elecciones departamentales que se celebran el segundo domingo de mayo del año siguiente a las elecciones nacionales, al igual que los tres suplentes de cada uno de ellos. Para poder ser edil, se requiere tener más de 18 años de edad, ser ciudadano natural o legal con tres años de ejercicio y ser nativo del departamento o estar radicado en él al menos por tres años. Los ediles duran cinco años en sus funciones.
La distribución de los ediles es proporcional al caudal electoral de los partidos políticos, excepto por el partido que obtenga la mayoría relativa de votos, que ocupa 16 de los 31 escaños. Los demás cargos se distribuyen por representación proporcional integral entre los partidos políticos que no hayan obtenido la mayoría relativa de votos.

## Funciones
La Junta Departamental es el órgano de legislación y de control del gobierno departamental. Puede dictar decretos y resoluciones por su cuenta o a propuesta del intendente, sancionar los presupuestos elevados por el Intendente, crear y modificar a propuesta del Intendente, tasas, impuestos, contribuciones y tarifas, solicitar la intervención del Tribunal de Cuentas en cuestiones relativas a la administración departamental, manejar su presupuesto, designar los empleados de sus dependencias y otorgar concesiones de servicios públicos departamentales a propuesta del Intendente.
La entrada en vigencia de las resoluciones de la Junta Departamental necesitan de la promulgación por parte del Intendente. En caso de que el Intendente no observe la resolución en un plazo de diez días, la misma entrará en vigencia. Si el Intendente observa una resolución, la misma podrá ser modificada por la Junta Departamental, o en su defecto, aprobarse por una mayoría de tres quintos del total de sus componentes, con lo que la entrada en vigencia será inmediata.